# Mézières-en-Santerre
Mézières-en-Santerre é uma comuna francesa na região administrativa de Altos da França, no departamento de Somme. Estende-se por uma área de 10,71 km². Em 2010 a comuna tinha 584 habitantes (densidade: 54,5 hab./km²).